# Annia Faustina
Annia Faustina lub Annia Aurelia Faustina – rzymianka żyjąca w III wieku, przez krótki czas – cesarzowa rzymska jako trzecia żona cesarza Heliogabala.
Była córką konsula Tyberiusza Klaudiusza Sewerusa Proculusa (syna Annii Aurelii Galerii Faustyny i konsula Gnejusza Klaudiusza Sewerusa Arabianusa) oraz Plautii Serwilli (córki Aurelii Fadilli i konsula Marka Peducaeusa Plautiusa Quintillusa). Jej babcie były rodzonymi siostrami – córkami cesarza Marka Aureliusza i Faustyny Młodszej, zaś dziadkowie pochodzili z bogatych, patrycjuszowskich rodów i byli konsulami. 
Annia Faustina była więc prawnuczką Marka Aureliusza i Faustyny Młodszej, ich ostatnim znanym potomkiem oraz ostatnią znaną spodkobierczynią dynastii Antoninów.
Jej pierwszym mężem był Pomponiusz Bassus, rzymski polityk. Data ich ślubu nie jest znana. Ojcem Bassusa był prawdopodobnie Gajusz Pomponiusz Bassus Terentianus, konsul około 193. Sam Bassus był konsulem w 211 oraz między 212 a 217, był też legatem Inferior lub Superior Moesia.
Przed czerwcem 221 ówczesny cesarz rzymski – Heliogabal zapragnął, żeby Annia Faustina został jego żoną. Mąż jego wybranki został stracony, wdowa po nim nie mogła nosić żałoby – zamiast tego w lipcu 221 została żoną cesarza. Społeczeństwo rzymskie przyjęło to małżeństwo o wiele bardziej przychylnie niż małżeństwo Heliogabala z dziewiczą westalką – Julią Aquilią Severą. Annia Faustina otrzymała od drugiego męża tytuł Augusty i od tej pory nazywano ją Annia Faustina Augusta. Cesarz liczył, że Annia Faustina urodzi mu następcę tronu, który zastąpi na tym "stanowisku" jego brata ciotecznego – Aleksandra Sewera. Annia Faustina i Heliogabal nie mieli jednak dzieci. 
Pod koniec 221 cesarz rozwiódł się z Annią Faustiną, nie znamy powodów tej decyzji. Cesarz powrócił do swojej poprzedniej żony – Julii Aquilii Severy i poślubił ją ponownie (została jego czwartą żoną). Losy Anni Faustiny po rozwodzie z cesarzem są nieznane.